# 船尾楼甲板

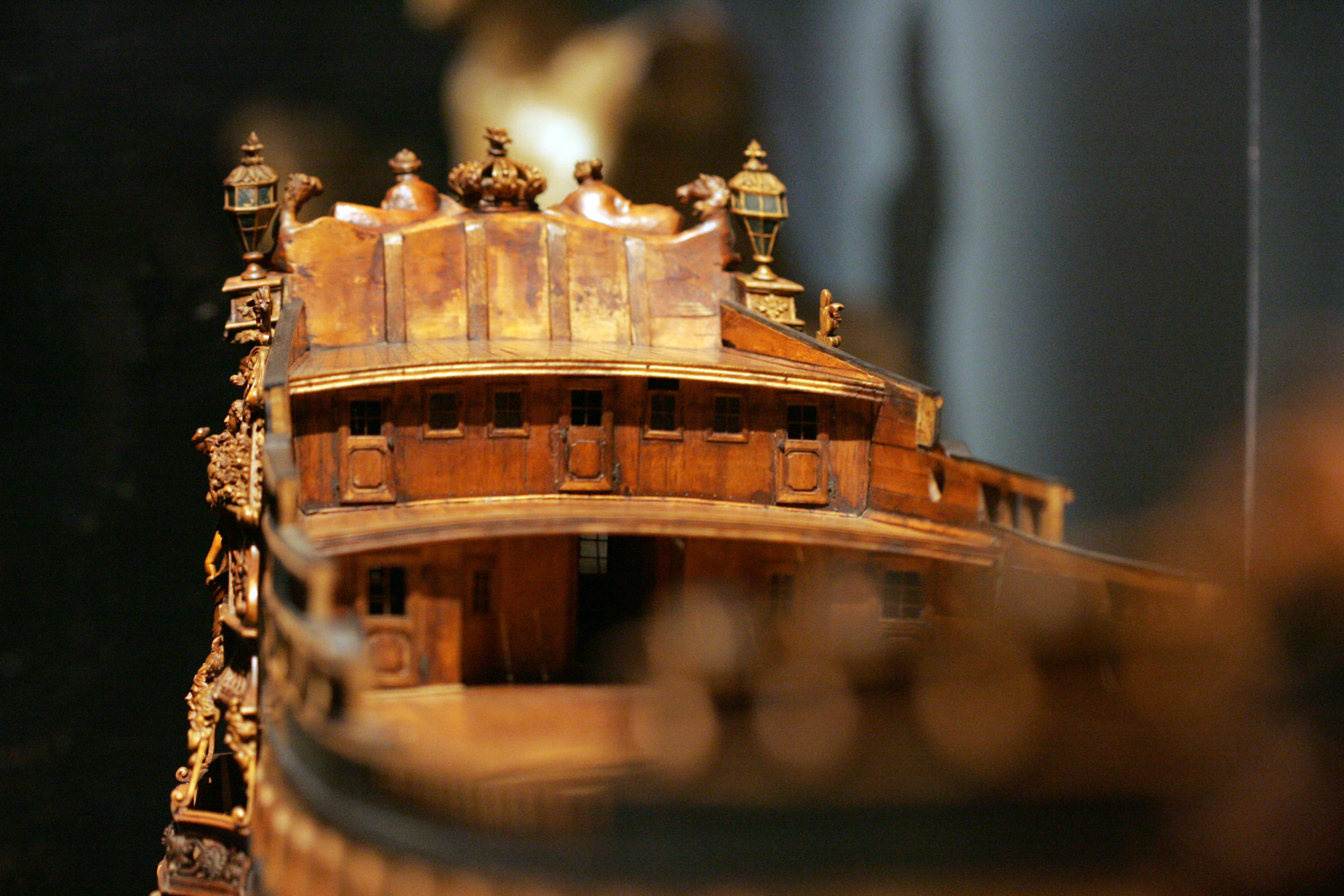
船尾楼甲板の模型。フランスで建造されたソレイユ・ロワイヤル（1669年）の船首楼側からみたもの

船尾楼甲板（せんびろうこうはん、英: poop deck)とは船尾に設けられる構造物であり、船室の屋根が甲板として成形されたものである。
英語名は「船尾」を意味するフランス語la poupeに由来し、la poupeはラテン語のpuppisに由来する。船尾楼甲板は技術的には船尾甲板（stern deck）の一種であり、帆走船では通常、船尾の屋根や後尾の船室をかさ上げしたものである。帆走船では操舵手が船尾楼甲板のすぐ前にある後甲板から操舵する。船尾楼甲板は船尾にあるかさ上げされた場所として、船の周りを観察するのに適する。
ファンテイルと呼ばれる船尾の張り出し部は、船の最尾部のオーバーハングで、船尾楼甲板の船尾と、メインデッキとを接合する。船尾に外輪を設けた外輪式蒸気船では、このファンテイルは巨大な外輪のパドルを支持し、典型的な角度で上向けられており、外輪の軸をメインデッキより高く据えることができた。

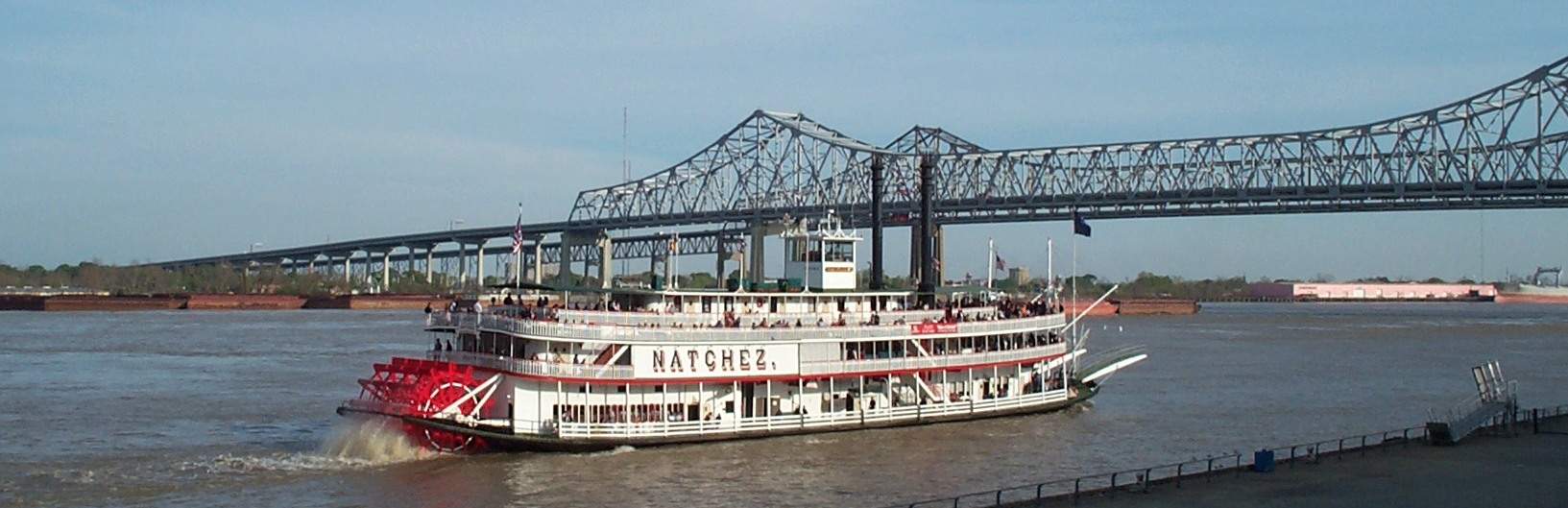
船尾式の外輪船

現代の動力化された艦艇では船尾楼甲板の持っていた機能が船橋に移動された。船橋は上部構造にあることが多い。